# Campamento (Antioquia)
Campamento es un municipio de Colombia, situado en la subregión Norte del departamento de Antioquia. Limita por el norte con los municipios de Yarumal y Anorí, por el este con Anorí, por el sur con el municipio de Angostura, y por el oeste con Yarumal y está ubicado a unos 1.703 M.S.N.M aproximadamente.
.
Campamento es conocida como Cuna de la Independencia de Antioquia. El nombre de Campamento proviene seguramente del hecho de que la zona era utilizada como campamento por los arrieros que viajaban entre la región norte y nordeste de Antioquia.

## Historia
En épocas prehispánicas la zona fue habitada por los indígenas de las tribus Nechí e Ituango. A mediados del siglo XVII, la zona norte del departamento comenzó a ser poblada gracias a su riqueza aurífera. Aunque la localidad no fue poblada en sí hasta 1827, año en el cual se establecieron los primeros pobladores llegados desde Yarumal.
El territorio campamenteño fue elevado a la categoría de Parroquia del municipio de Yarumal en 1830. Cinco años más tarde la localidad fue erigida como municipio por el entonces gobernador de Antioquia, Don Juan de Dios Aranzazu, segregando así la localidad del municipio de Yarumal.
En 1780 hubo un pleito entre los señores Joaquín Barrientos, Plácido Misas y el señor Antonio de la Quintana que reclamaban derechos sobre estas tierras, resolviéndose en 1781 a favor de los señores Barrientos y Misas, quienes fueron en adelante los dueños de las tierras de Campamento y Yarumal. Campamento, que era parroquia de yarumal (decretado el 23 de abril de 1835, siendo gobernador de Antioquia Aranzazu), tomó ese nombre a raíz de la Batalla de Chorros Blancos, el 12 de febrero de 1820, en la cual el General José María Córdoba derrotó al General Francisco Warletta y acabó con el último reducto realista en Antioquia. -Los primeros pobladores de Campamento fueron personas de Yarumal que llegaron al sitio en 1827 por insinuación del cura de esa población, don José Antonio Palacio Isaza, a quien se considera el fundador. -En 1830 se creó la parroquia por solicitud del ayuntamiento de Santa Rosa de Osos y en 1835 se le dio a la población el estatuto de municipio por decreto del Gobernador Juan de Dios Aranzazu. -La primera iglesia que tuvo el municipio fue destruida por un incendio y la actual se terminó de construir a mediados del siglo XX (probablemente en 1954)
.La primera línea telegráfica entre Yarumal y Campamento se estableció en 1897, la energía eléctrica se instaló en el municipio en 1939 y en el año de 1943 se puso en servicio la carretera que comunica a Yarumal con Campamento.

## División Político-Administrativa
Aparte de su Cabecera municipal. Campamento tiene bajo su jurisdicción los siguientes Centros poblados:
- La Chiquita
- La Solita
- Llanadas

### Veredas
Además, el municipio está compuesto con las siguientes veredas:
Cañaveral, Capotal, Caracolal, Chaquiral, Chorros 1, Chorros 2, El Barcino, El Bosque, El Brazo, El Carriel, El Guadual, El Limón, El Manzanillo, El Oso, El Piñal, El Reposo, Guadual, La Ceiba, La Colmena, La Concha, La Cordillera, La Frisolera, La Irlanda, La Luz, La Polka, La Primavera, La Quiebra, La Travesia, Los Mangos, Los Ranchos, Montañita, Naranjal, Norizal, Plan de La Rosa, Quebrada Negra, Quebradona, Río Abajo, San Antonio, San José, La Gloria, San Pablo, La Pradera, San Roque, Tierra Fría, Yerbal.

## Elementos identitarios

### Símbolos

#### Bandera
EL AMARILLO: Simboliza la riqueza local, especialmente las riquezas minerales existentes en el municipio, como son: el Asbesto, el oro, el níquel, etc. EL BLANCO: Representa la amabilidad y bondad de nuestra gente. EL VERDE: Simboliza las riquezas vegetales y naturales de nuestro municipio, ya que se cultivan muchos productos como lo son: la caña de azúcar, café, plátano, yuca, frutales y se cuenta con hermosas montañas, fuentes de agua, bosques, fauna y flora.

#### Escudo
El recuadro central, representa el paisaje de las verdes montañas, también encontramos un obelísco que recuerda el Aspecto histórico de la Batalla de Chorros Blancos. El segundo recuadro, representa el papel de la agricultura local, basada en la caña de azúcar y el café. El tercer recuadro, representa la actividad económica industrial como es la minería, especialmente la actividad de la mina de Asbesto. Autor: Fernando Gutiérrez.

## Demografía
Población Total: 9 203 hab. (2018)
- Población Urbana: 2 466
- Población Rural: 6 737

## Etnografía
Según las cifras del DANE sobre el censo 2015, la composición etnográfica del municipio es:
- Mestizos & Blancos: 99,1%
- Afrocolombianos: 0,9%

## Geografía
El municipio de Campamento se encuentra localizado al sur de la zona Norte de Antioquia. Su temperatura promedio es de 20 grados centígrados, su altitud promedio es de 1700 m s. n. m., y está ubicado en la cordillera central de los Andes.

## Economía
La economía del municipio de Campamento gira en torno a las actividades del sector primario, y es de anotar que la mayor parte de la población del distrito habita en sus zonas rurales (más del 80%). La actividad más importante en el municipio es la producción y transformación de la caña de azúcar en panela; Campamento ha llegado a ser el municipio antioqueño con la mayor área de cultivos de caña de azúcar, y también ha sido el segundo en producción panelera. Otra actividad agrícola de gran importancia es el cultivo de café.
La ganadería, (producción de leche y de carne), es una actividad relativamente nueva en el distrito, pero se ha visto impulsada gracias a la cercanía del municipio con uno de los principales centros de acopio del departamento de Antioquia, el municipio de Yarumal. 
Otra actividad importante en la economía de Campamento es la extracción de asbesto.
- Fiestas del campesino y la panela. Fecha: octubre o junio

## Sitios de interés
- Río Nechí y sus playas.
- Charco de los Tres saltos, vereda los Chorros.
- Cascada de las Dantas.
- Trapiches paneleros.
- Obelisco de la Batalla de Chorros Blancos (Independencia de Antioquia).
- Chorros blancosCharco para disfrutar en familia.

## Personas destacadas
Gabriel Muñoz López Raymon, Cantautor, más conocido en el ambiente farandulero colombiano e internacional como Gabriel Raymon, nació en el municipio antioqueño de Campamento, el 5 de diciembre de 1943.